# 南昌清音
南昌清音，是流行于江西南昌地区的一种小曲，兴起于明末清初，兴盛于清朝嘉庆时期。表演方式多由女艺人自击板鼓而歌，伴奏者多为盲人，乐器有二胡、琵琶、扬琴及月琴等。著名曲目有《安安送米》、《宋江杀情》、《僧尼缘》、《五更相思》及《照花台》，也有根据南昌本土风土人情创作的《南昌东湖十景》等。